# Bolechovice (zámek)
Pozdně barokní zámek, který se nachází ve Bolechovicích, části obce Sedlec-Prčice v okrese Příbram ve Středočeském kraji, je zapsaný v Ústředním seznamu nemovitých kulturních památek České republiky pod číslem 36696/2-36. Zámek je v soukromém vlastnictví, není veřejnosti přístupný. Kaple sv. Jana Nepomuckého, která je součástí památkově chráněného komplexu, je v majetku města Sedlec-Prčice.

## Historie
První písemná zmínka o Bolechovicích je z roku 1381 v souvislosti s úmrtím Markvarta z Bolechovic. Na konci 14. a z 15. století existují zmínky o jménech dalších vladyků z Bolechovic, mezi nimi v letech 1448–1450 o Jindřichu z Bolechovic, který podporoval krále Jiřího z Poděbrad a v roce 1473 se stal purkrabím na Hluboké.

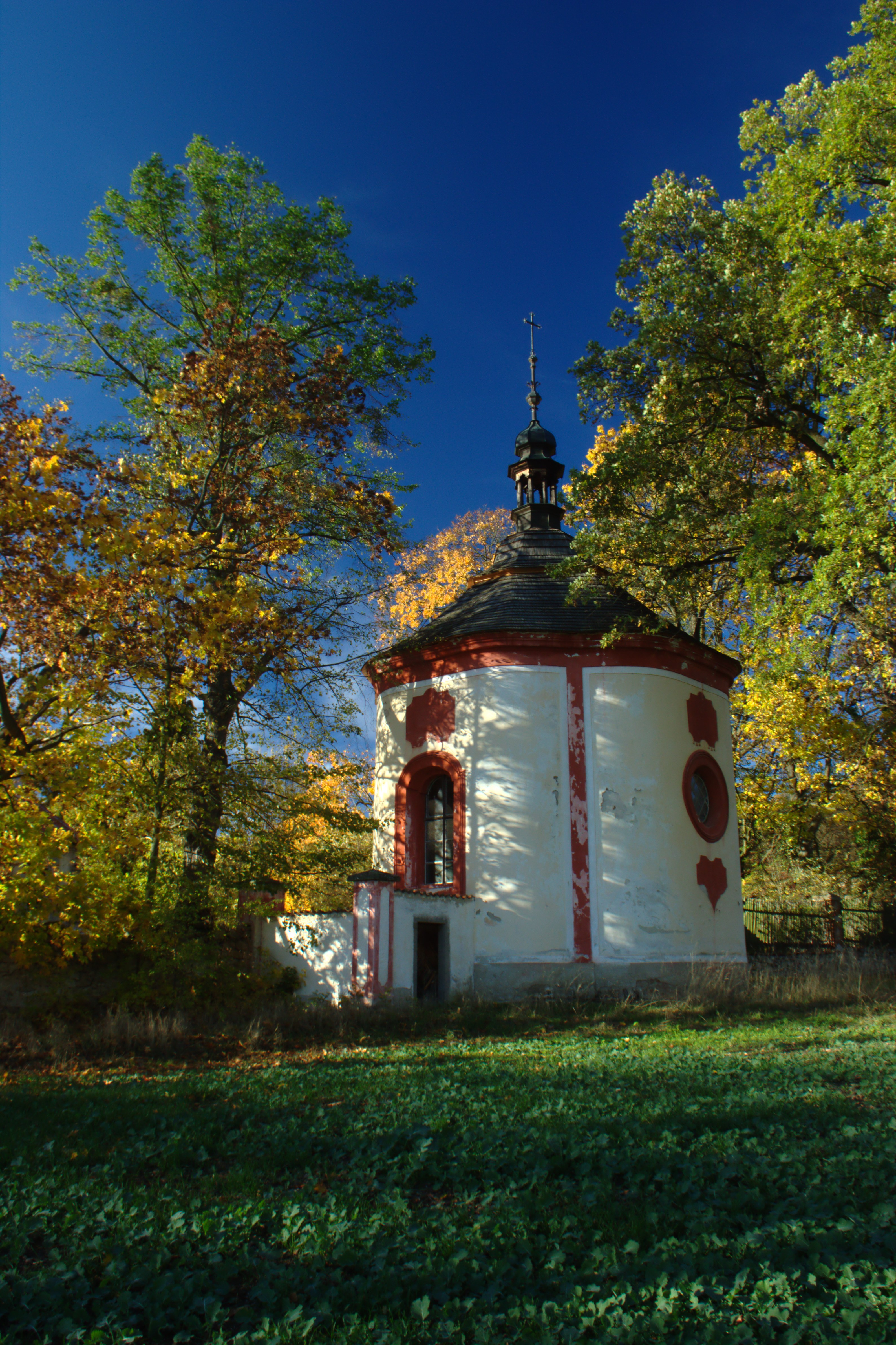
Kaple sv. Jana Nepomuckého

Předpokládá se, že zde již ve 14. století existovala tvrz, která pravděpodobně stávala v místech pozdějšího zámku. Tvrz je však přímo zmíněna až v roce 1539. kdy ji Jan Žehart z Nasevrk prodal Janu Snětskému ze Snětu. Až do počátku 18. století se v Bolechovicích vystřídala řada majitelů, mezi nimi krátce i Lobkovicové z Vysokého Chlumce nebo Radečtí z Radče.
V roce 1704 koupil Bolechovice Tomáš Popovský ze Šarfenbachu, který si zde v roce 1716 postavil menší sídlo. Pozdně barokní zámek byl vybudován pro nového majitele, rytíře Jana Karvinského z Karviné, až v první polovině 70. let 18. století. V roce 1775 byla u brány na východní straně zámeckého areálu postavena kaple sv. Jana Nepomuckého. Autorem stavební podoby zámku a kaple byl s největší pravděpodobností Mathias Hummel, fresky se připisují umělcům z okruhu V. B. Ambrossiho.
V roce 1776 rytíř Jan Karvinský zemřel a byl pohřben v nové zámecké kapli. Poté opět následovalo střídání majitelů, až v roce 1882 panství koupil Emanuel Kallberg, velkoobchodník s chmelem, císařský rada a vlastník zámku v Radíči, který nechal k bolechovickému zámku přistavět zadní křídlo a v letech 1889–1890 ještě vybudoval tzv. dependanci – dům pro hosty, který má italizující novorenesanční podobu. Po roce 1900 zámek s velkostatkem patřil židovské rodině Mautnerů, jejíž příslušníci byli za druhé světové války vyvražděni, s výjimkou synovce posledního majitele Bolechovic, který po roce 1938 uprchl do Kanady. Za války zámek zabrali příslušníci zbraní SS. V roce 1975 zchátralý bolechovický zámek koupila od státního statku rodina Součkova, jejíž příslušníci jej vlastní dodnes. Na počátku 21. století se na zámku konalo vždy v září zahájení zednářského roku lóže Dílo. Zámek vlastní rodina Součkova i v roce 2023 a postupně jej opravují.

## Popis
Zámek s přilehlými budovami a pozemky se nachází na východním okraji Bolechovic. Pozdně barokní komplex zahrnuje kromě samotného zámku také kapli sv. Jana Nepomuckého, hospodářský dvůr, domek čp. 24 se zelinářskou zahradou a zbytky zahradního domku, altánek a bažantnici s dvěma menšími rybníky, která se rozkládá východně od kaple. Na západní a severní straně areálu jsou stáje, chlévy, sýpka, kolna pro vozy, lihovar (původně pivovar z roku 1780) a stodola. Uprostřed areálu mezi těmito budovami a zámkem je rybník. Do dvora je přístup dvěma branami ze severní a západní strany. Brána na západní straně je původní, s půlkruhově zaklenutým vjezdem, také u kaple sv. Jana Nepomuckého se zachovala původní branka. V severovýchodním rohu areálu stojí novorenesanční dům pro hosty z konce 19. století.
Budova zámku je jednopatrová podélná stavba s osmi okenními osami v průčelí, orientovaném na západ. Z průčelí vystupuje nevýrazný střední rizalit, zakončený trojúhelníkovým štítem. V patře zámku byl hlavní sál a po jeho stranách byly souměrně rozmístěné obytné pokoje.
Kaple sv. Jana Nepomuckého je konstruována nad třemi stranami čtverce, objekt má nepravidelnou podobu na půdorysu řeckého kříže. Nad vchodem a uprostřed bočních zdí jsou velká segmentová okna. Střecha je mansardová, krytá šindelem, zakončená kopií původní vížky – tzv. lucernou. V interiéru kaple je na klenbě freska, znázorňující starozákonní motiv „Hospodin se zjevuje Mojžíšovi v ohnivém keři“. V kapli, která přináleží k římskokatolické farnosti Sedlčany, se konají bohoslužby výjimečně, zpravidla jen jednou ročně.

## Galerie

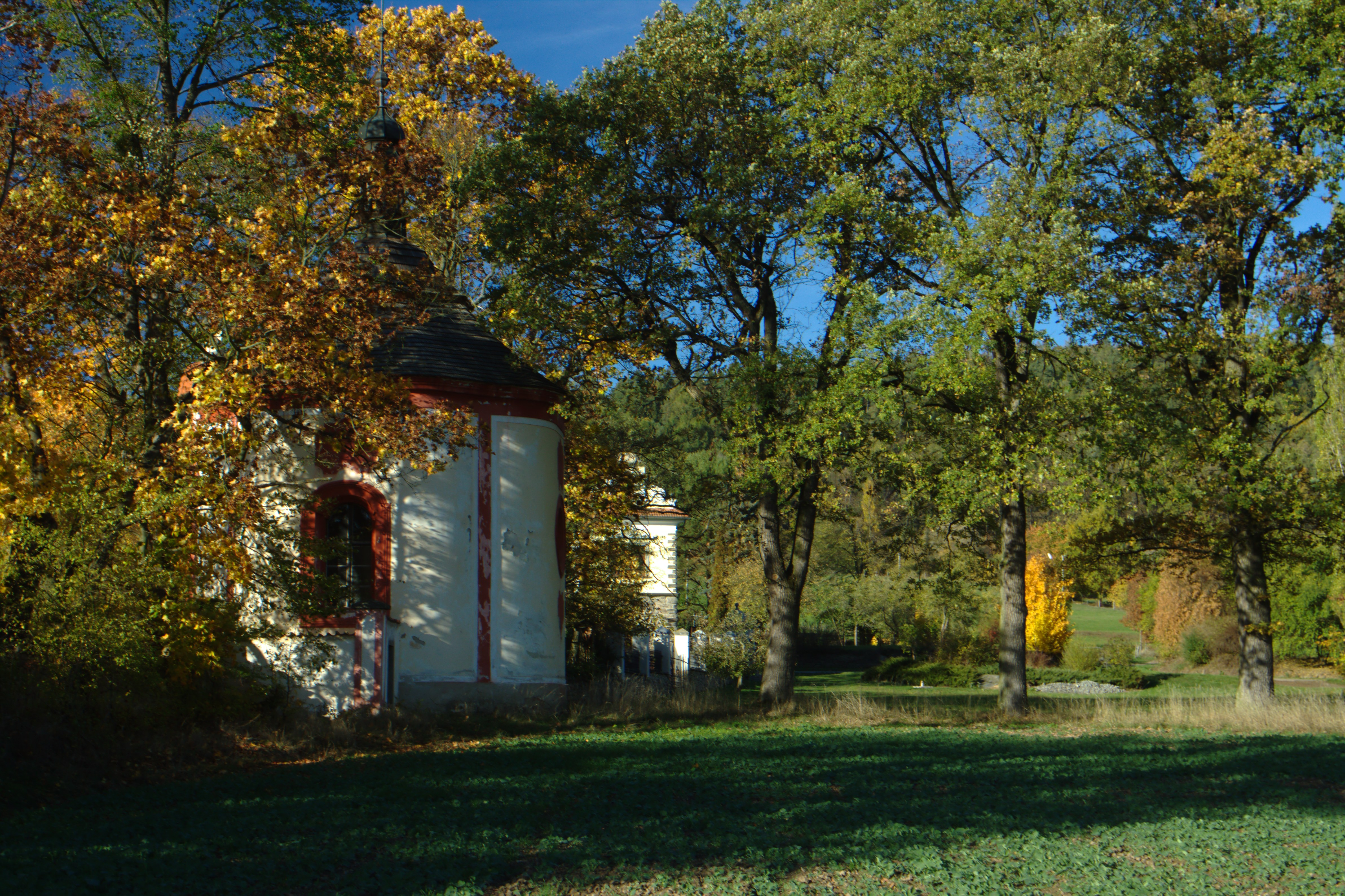
Kaple sv. Jana Nepomuckého
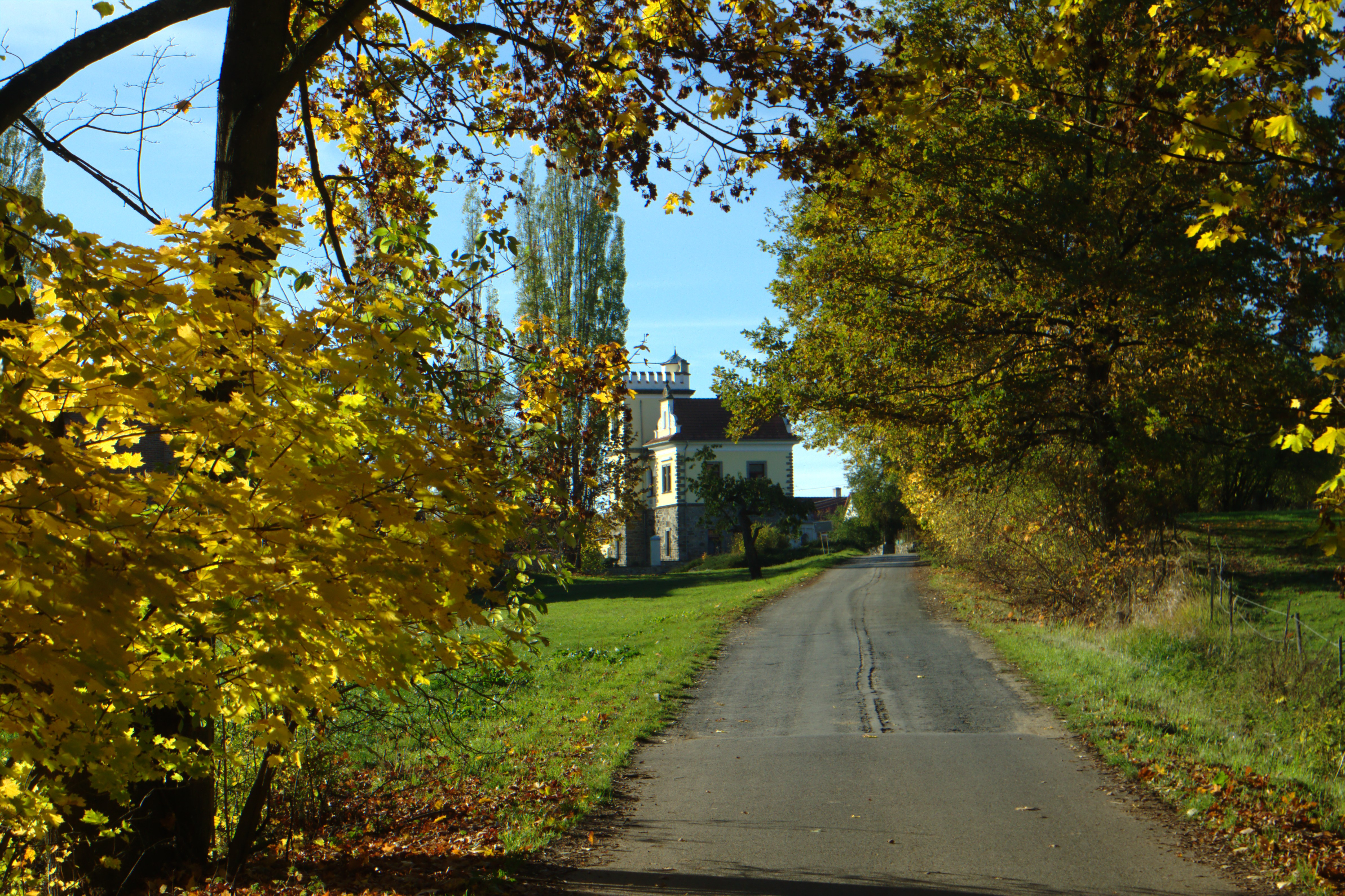
Cesta k zámku od východu
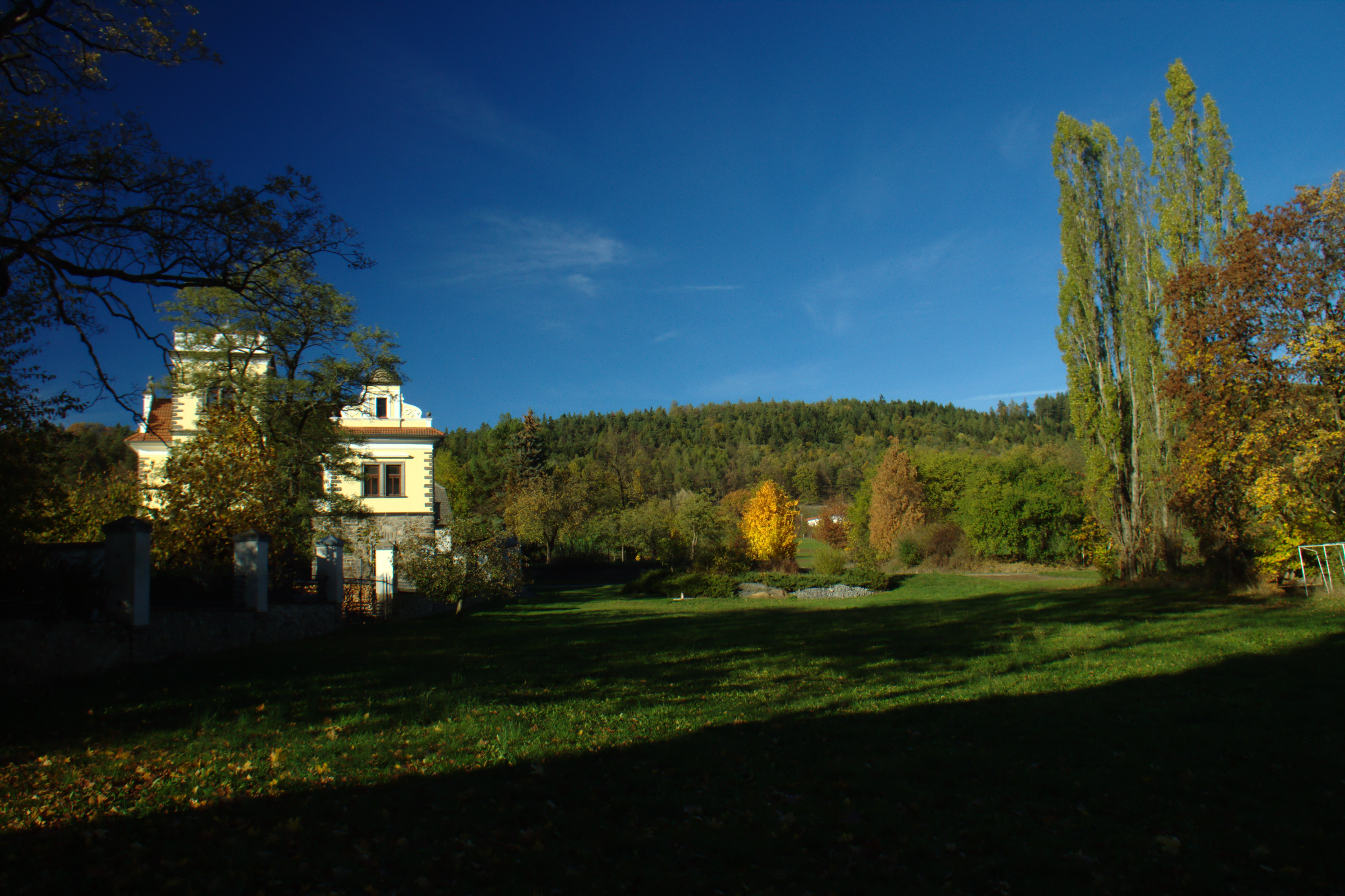
Pohled na dům pro hosty od jihovýchodu
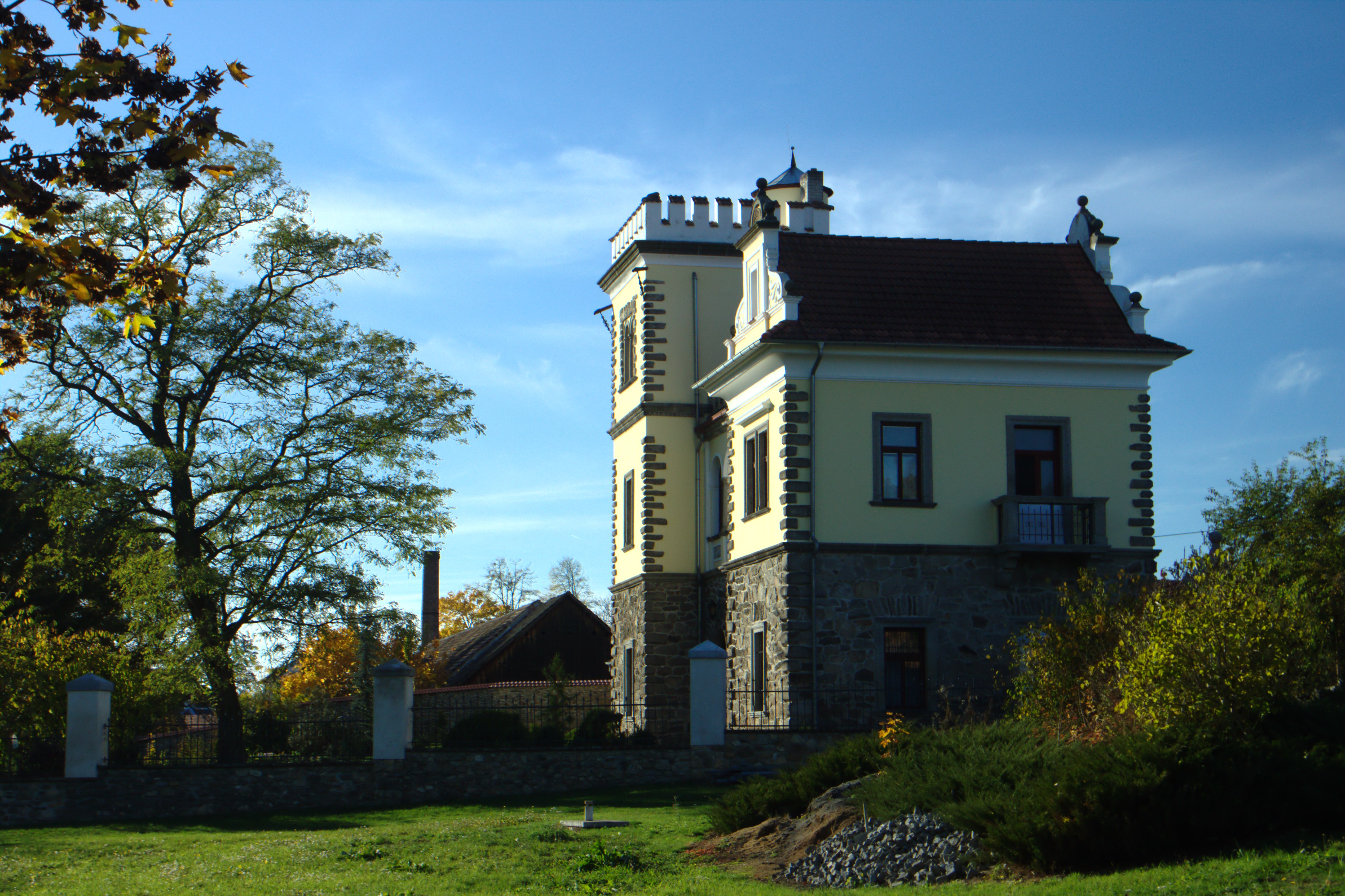
Novorenesanční dům pro hosty v areálu zámku
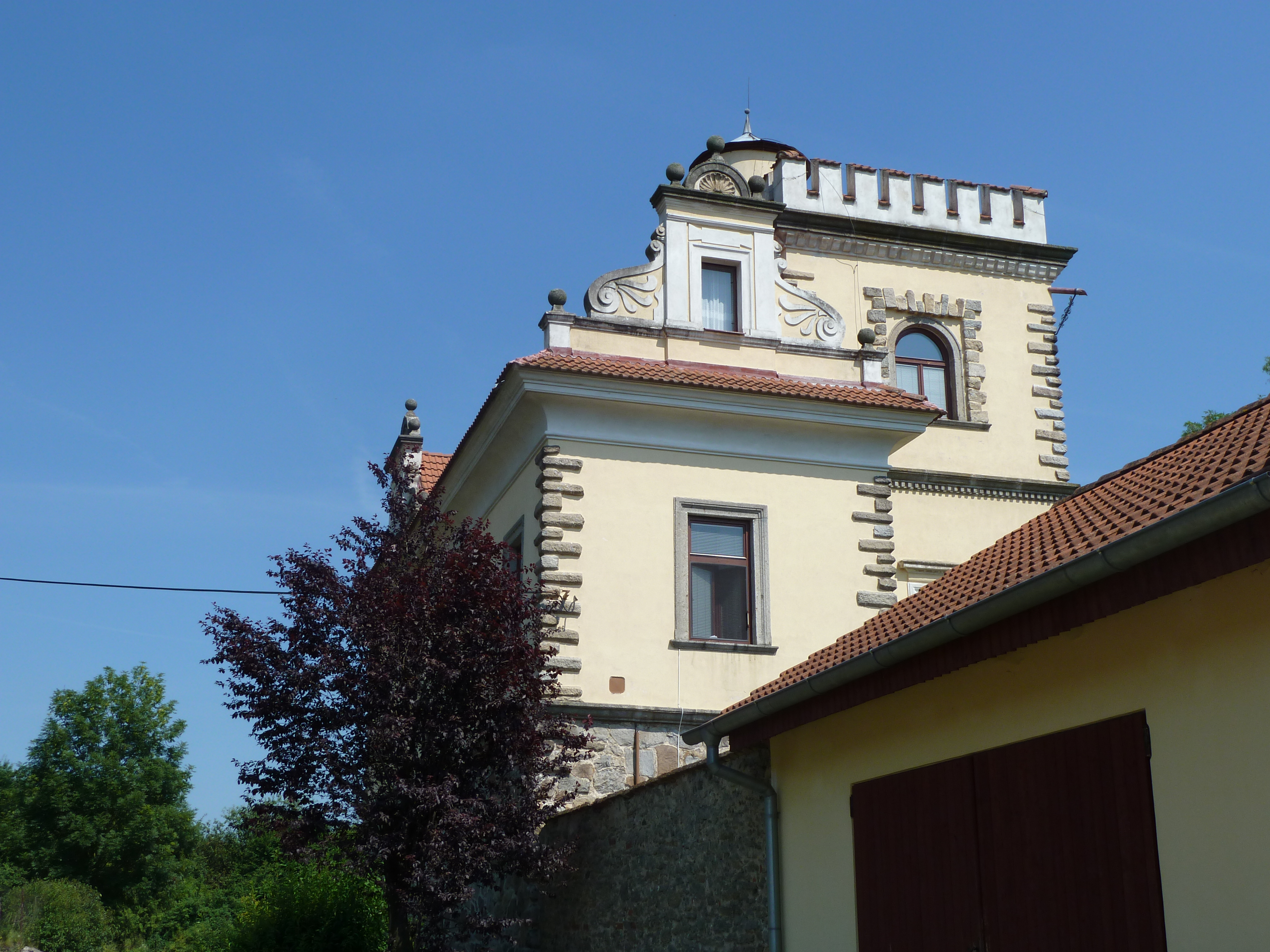
Detail domu pro hosty